# Xã Oak Dale, Quận Howard, Iowa
Xã Oak Dale (tiếng Anh: Oak Dale Township) là một xã thuộc quận Howard, tiểu bang Iowa, Hoa Kỳ. Năm 2010, dân số của xã này là 190 người.